# Туонельский лебедь
«Туонельский лебедь» (фин. Tuonelan joutsen) ― симфоническая поэма, написанная осенью 1893 года Яном Сибелиусом. Является самой короткой частью сюиты «Четыре легенды о Лемминкяйнене» (опус 22), созданной по мотивам Карело-финского мифологического эпоса «Калевала».
В различных изданиях сюиты «Туонельский лебедь» может меняться местами с поэмой «Лемминкяйнен в Туонеле» и являться как второй, так и третьей её частью.

## История
Изначально «Туонельский лебедь» был сочинён Сибелиусом в качестве прелюдии к запланированной опере под названием «Постройка ладьи», повествующей о Вяйнемёйнене. Сибелиус переработал композицию два года спустя, сделав её частью своей сюиты «Четыре легенды о Лемминкяйнене», премьера которой состоялась 13 января 1896 года в Хельсинки и которая изначально не имела большого успеха. Композитор дважды перерабатывал произведение ― в 1897 и 1900 годах. Оригинальная рукопись поэмы в наше время считается утерянной.
Признание публики композиция получила только в 1901 году, после её представления в Гейдельберге на фестивале Всеобщего германского музыкального союза (тогда пьеса была исполнена вместе с «Возвращением Лемминкяйнена»).
Работа была впервые опубликована К. Ф. Васениусом в Хельсинки в апреле 1901 года. В том же году ноты произведения издала лейпцигская фирма Breitkopf & Härtel. Первая запись композиции была осуществлена Леопольдом Стоковским и Филадельфийским оркестром в мае 1929 года.

## Музыка
Симфоническая поэма написана для оркестра, состоящего из английского рожка, гобоя, бас-кларнета, двух фаготов, четырёх валторн, трёх тромбонов, литавр, большого барабана, арфы и струнных. Английский рожок изображает голос лебедя, и его соло является одним из самых известных в оркестровой литературе для этого инструмента. Также самыми важными музыкальными инструментами в поэме являются гобой, бас-кларнет и фаготы: они придают музыке мрачное настроение.
В примечании композитора к поэме сказано:
«Туонела, царство смерти, преисподняя финской мифологии, окаймлена широкой бурной рекой. По её чёрным водам плавает величавый Туонельский лебедь, увлекая своим пением».
Произведение состоит из 102 тактов и написано в размере 9/4.
По сюжету «Калевалы», Лемминкяйнену было поручено добыть священного лебедя, но по дороге его убивают отравленной стрелой. В следующей части сюиты Лемминкяйнен возвращается к жизни.